# Nicola Bagioli
Nicola Bagioli (Sondrio-Lombardía, 19 de febrero de 1995) es un ciclista italiano.
A finales de la temporada 2021 anunció que pondría fin a su carrera como ciclista profesional a los 26 años para centrarse en su negocio de fabricación de cerámica.

## Palmarés
2016
- Montecassiano GP San Giuseppe[2]
- Castelfidardo GP Santa Rita[3]

## Resultados en Grandes Vueltas
| Carrera | Carrera         | 2017 | 2018 | 2019 | 2020 | 2021 |
| ------- | --------------- | ---- | ---- | ---- | ---- | ---- |
|         | Giro de Italia  | —    | —    | Ab.  | —    | —    |
|         | Tour de Francia | —    | —    | —    | —    | —    |
|         | Vuelta a España | —    | —    | —    | —    | —    |

—: no participa

Ab.: abandono

## Equipos
- Nippo-Vini Fantini (stagiaire) (08.2016-12.2016)
- Nippo-Vini Fantini (2017-2019)
- Androni Giocattoli-Sidermec (2020)
- B&B Hotels p/b KTM[4] (2021)